# Сомко, Яким Семёнович
Я́ким Семёнович Сомко́ (также — Иоаким Сомко, Самко; ранее 1619, Переяслав — 18 [28] сентября 1663, Борзна) — переяславский полковник, наказной гетман Войска Запорожского на Левобережной Украине с 1659 по 1663 год.

## Биография

### Полковник переяславский
Яким Сомко происходил из зажиточных переяславских мещан. Возможно, что его отцом был Семён Сом — посол в Москве в 1620-х годах. Сестра Якима Анна Сомко в 1623 вышла замуж за тогда ещё молодого Богдана Хмельницкого.
Во время восстания Хмельницкого (1648—1657) Яким Сомко вступил в Переяславский полк, где вскоре стал сотником, а затем временно занимал должность переяславского полковника. Сражался в ряде битв с польскими войсками, участвовал в Переяславской раде 1654 года. Хмельницкий не раз посылал его с письмами в царскую ставку.
После смерти Хмельницкого и избрания гетманом Ивана Выговского Сомко стал на сторону недовольных пропольской политикой нового гетмана. После подавления Выговским левобережного восстания Барабаша и Пушкаря в 1658 году, Яким Сомко, спасаясь от начавшихся репрессий, бежал на Дон, однако уже через год возвратился, став переяславским полковником. Во главе 10-тысячного отряда он двинулся против Выговского и одержал над ним победы под Лубнами и Лохвицей. Выговский был низвергнут, однако казаки, вопреки надеждам Сомко, избрали гетманом не его, а его племянника Юрия Хмельницкого. Сомко со всем казацким войском вновь присягнул в Переяславе на верность царю Алексею Михайловичу. В ноябре 1659 года Сомко со своим отрядом и царскими ратниками Василия Шереметева участвовал в окончательном разгроме сторонников Выговского в битве под Хмельником.

### Наказной гетман
В октябре 1660 года, проиграв Слободищенскую битву, Юрий Хмельницкий присягнул польскому королю. Из всей казацкой старшины о верности царю объявили трое полковников: Сомко, Золотаренко и Силич. При поддержке Черниговского и Нежинского полков Сомко был избран казаками Левобережной Украины наказным гетманом.
Пытаясь привлечь к себе Переяславский полк, Хмельницкий послал письмо наказному переяславскому полковнику Семёну Гладкому с призывом выступить против размещённого в Переяславе царского гарнизона. Полковники не стали подчиняться, а когда 23 октября в Переяслав прибыл князь Борис Мышецкий, наказной полковник Семён Гладкий и полковник Сомко заявили о своей верности царю. В письме Юрию Хмельницкому Сомко писал:

«Удивляюсь, что ваша милость, веры своей не поддержав, разрывает свойство наше с православием… Не хочу ляхам сдаться; я знаю и вижу приязнь ляцкую и татарскую. Ваша милость человек еще молодой, не знает, что делалось в прошлых годах над казацкими головами; а царское величество никаких поборов не требует и, начавши войну с королем, здоровья своего не жалеет».
Сомко начал борьбу за Левобережную Украину, выслав в ноябре 1660 года 4000 казаков против Прилук и Лубен, которые подчинялись Юрию Хмельницкому. В Прилуках казаки арестовали своего полковника Фёдора Терещенко и выдали его Сомко, а лубенский полковник Стефан Шамрицкий сам подчинился власти переяславского полковника. В Лубнах власть Сомко оказалась непрочной, в декабре 1660 года полковник Шамрицкий вновь перешёл на сторону Хмельницкого. Не подчинялся власти Сомко полтавский полковник Фёдор Жученко, к которому перешёл гадячский полковник Павел Животовский, назначенный вместо находившегося в плену полковника Павла Апостола. Полтавский и гадячский полковники совершали нападения на Олешню и Лебедин. 15 декабря 1660 года отряд царского полковника и стряпчего Григория Косагова, полковника рейтарского строя Фёдора Вормзера, драгунского полковника Леонтия Отмостова и острожского полковника Ивана Дзиковского разбили войска казацких полковников Павла Животовского, Яцька Черкаса и Ивана Дьяченко, но отбить Гадяч не смогли. Власть Сомко признали в Гадяче в 1661 году, когда полк возглавил сотник Крысько Семёнович, который, как было отписано царю Алексею Михайловичу, «старшину, которая тебе великому государю изменила и на всякое злое приводила, держит ныне под стражей». Тогда же власть Сомко признали Миргородский и Лубенский полки, а 17 сентября 1661 года к Сомко перешёл зеньковский полковник Василий Шиман-Шимановский. В 1661 году полковник Павел Животовский отложился от Хмельницкого, бил челом царю и просил Сомко взять его на службу.
В октябре 1661 года на Сечи избрали гетманом Ивана Брюховецкого, который сблизился с епископом Мефодием и начал с Сомко борьбу за булаву. Все попытки Сомко добиться признания его совершенным гетманом не имели успеха, так как встречались в Москве с доносами Ивана Брюховецкого, который не переставал уверять московское правительство, что Сомко — человек ненадёжный и замышляет измену. Брюховецкий клеветал на Сомко, что тот «которые люди веры Царскому величеству объявил: Иван Беспалый, Чеботко, Оденец, Лизогуб, Гамалея и иных многих через письмо Хмельницкому объявил, а (Юрась) Хмельницкий по его ведомости и стрелял».
Между августом 1661 года и июлем 1662 года Сомко совместно с главой русского гарнизона Переяслава Василием Волконским-Веригиным отразил несколько осад Переяслава со стороны правобережного войска Юрия Хмельницкого и его крымских союзников. Наиболее продолжительной из них была двухмесячная осада с октября по декабрь 1661 года. В июле 1662 года Сомко руководил левобережными казаками в разгромной для Хмельницкого битве под Каневом.
В 1662 году, на козелецкой раде Сомко был избран гетманом и послал о том извещение московскому правительству; но вследствие доноса епископа Мстиславского и Оршанского Мефодия, написавшего в Москву, будто бы Сомко добился гетманства насилием — оставлен был в звании только наказного гетмана.

### Смерть
В июне 1663 года на Чёрной раде в Нежине гетманом был избран Брюховецкий. Он заранее собрал у города толпы своих сторонников, обещая им отдать на разграбление дома богатых казаков. Заручился он и поддержкой правительства. Представителем царя на раде был князь Даниил Великогагин, который не пожелал разбираться в малорусских делах, целиком доверившись доносам, и явно поддержал Брюховецкого. Сторонники последнего сразу же прибегли к насилию. Сомко тоже привёл на раду полки, был готов к силовому противостоянию. Но его казаки заколебались, увидев, что против них представитель царя. Многие стали переходить на сторону противника. Яким Семёнович пригрозил Великогагину, что таких «выборов» не признаёт, будет жаловаться в Москву. И тем разъярил князя, приказавшего арестовать теперь уже бывшего наказного гетмана и его приближённых. Под арест попал и Василий Золотаренко, слишком поздно понявший, что является слепым орудием в руках епископа Мефодия.
Трое наиболее верных России казацких лидеров, Сомко, Силич, Золотаренко, были арестованы и приговорены к смерти. Формальными поводами для приговора послужило сношение Сомко с Тетерей и намерение во время рады силой заставить избрать себя гетманом. По замечанию Николая Костомарова первое обвинение имело некоторые основания: из писем Павла Тетери к польскому королю видно, что перед нежинской радой 1663 года Сомко вёл переговоры с Тетерей о присоединении левой стороны Днепра к Польше.
Казнь была совершена в Борзне 18 сентября 1663 года: палач-татарин так был поражён внушительностью фигуры и красотою Сомко, что приступил к казни с сожалением и выразил упрёк казакам, заметив: «сего человека Бог сотворил на удивление свету, а вы убиваете».
Переяславский воевода князь Василий Волконский-Веригин, узнав о смещении Якима Сомко, заявил прибывшим к нему с этим известием посланцам Брюховецкого: «…худые де вы люди, свиньи учинились в начальстве и обрали в гетманы такую же свинью, худого человека, а лутших людей, Самка с таварищи, от начальства отлучили».

## Семья
Яким Сомко — дядя гетмана Юрия Хмельницкого.
Сестра Якима Сомко — Анна Сомкивна была первой женой гетмана Богдана Хмельницкого.
У Якима Сомко было две дочери и один сын:
- Параска (Параскева, Прасковья) Якимовна, замужем за вороньковским сотником (1676-1682) Иваном Дмитриевичем Берло
- Галка (Галина) Якимовна, замужем за Данилой Коропом, который погиб на Чёрной раде, на которой нёс бунчук Якима Сомко.
- Василий Якимович — упоминается в письме Переяславского полковника Леонтия Полуботка (1682).

## В произведениях искусства

### В художественной литературе
- «Чёрная рада» — роман Пантелеймона Кулиша.

### В кинематографе
- «Чёрная рада» — украинский фильм 2001 года (в роли Александр Бондаренко).